# Yoshinao Nanbu
Yoshinao Nanbu (Kōbe, 13 febbraio 1943 – Parigi, 28 aprile 2020) è stato un karateka giapponese, fondatore dello stile Sankukai.

## Biografia

### Kobe
Yoshinao Nanbu nasce a Kōbe in Giappone nel febbraio 1943. Gli appartenenti alla sua famiglia erano affermati praticanti di arti marziali: il nonno era un lottatore di Sumo molto famoso; suo padre teneva corsi di judo al dojo della polizia della città.
Sotto l'insegnamento paterno Yoshinao cominciò a praticare il judo a soli cinque anni.
Quando entrò nella scuola comunale, imparò il kendo sotto la guida dello zio.
Negli anni cinquanta, sia il karate che l'Aikido erano vietati (infatti il generale MacArthur, comandante delle forze di occupazione degli Stati Uniti in Giappone, aveva proibito la pratica di queste due discipline), così Nanbu dovette cominciare a praticare queste arti sotto la direzione del maestro Someka, che era direttore di un club amichevole.
Il giovane Nanbu si dedicò anche alla parte teorica dello studio delle arti marziali e cominciò a leggere con avidità i libri del padre sui: tonfa, nunchaku, tambo e sai per poi passare allo studio pratico delle armi nei dojo del vicinato.

### Osaka
A diciotto anni il maestro Nanbu entrò nella facoltà di Scienze Economiche di Osaka, dove ebbe come maestro Tani Chōjirō, 8º dan, che praticava lo Shitō-ryū. Fu ben presto promosso capitano della squadra di karate della sua università, titolo questo di grande valore data l'importanza che le arti marziali avevano a quel tempo nelle università giapponesi. Nel 1963 divenne campione universitario del Giappone vincendo un torneo con 1250 concorrenti. Per questa vittoria Nanbu ricevette ufficialmente la medaglia al valore dalle mani del direttore dell'università di Waseda, Ohama, promotore dell'organizzazione dell'Associazione degli studenti universitari.

### Europa
Nel 1964 ricevette l'invito da Henry Plée (1923-2014), 10º dan, allora promotore del karate in Francia, a partecipare come invitato alla coppa di Francia; la vinse combattendo individualmente.
Partecipò anche alla coppa internazionale di Cannes a cui erano invitati sette paesi: Gran Bretagna, Germania, Italia, Norvegia, Stati Uniti, Svizzera e la stessa Francia, e vinse anche qui in combattimento individuale. Da questo momento il maestro Nanbu cominciò a considerare la sua arte come una professione, e così di conseguenza modificò i suoi programmi.
Nel 1968 andò a trovare tutti i maestri giapponesi, invitandoli l'uno dopo l'altro, per imparare tutti i tipi di tecniche; ufficialmente però si trovava ancora sotto le direttive del maestro Tani e cioè del Shūkōkai. Lo stesso anno, proprio su richiesta del maestro Tani (che diceva di lui che avesse il genio del karate), Nanbu si diede da fare per mettere in piedi l'organizzazione mondiale di Shūkōkai.
La sua riunione ebbe successo grazie alle numerose dimostrazioni da lui date in parecchi paesi come Regno Unito, Francia, Norvegia, Germania, Italia, Belgio e Jugoslavia.
Aprì in seguito dei clubs Nanbu a Parigi e in provincia, e divenne allenatore della squadra francese. Da quel momento gli atleti francesi cominciarono a vincere i campionati di tutta Europa.
In seguito ai suoi duri sforzi per promuovere lo Shūkōkai, il maestro Nanbu venne nominato presidente della federazione scozzese di karate, consigliere e direttore tecnico della federazione belga di karate, presidente della federazione norvegese di karate, consigliere e direttore tecnico della squadra di Karate Jugoslava.
Nel 1969 il maestro Nanbu giunse per la prima volta in Canada, per salutare dei suoi discepoli; e lo stesso anno il maestro Tani gli propose di occuparsi dell'organizzazione del terzo campionato del mondo di karate che avrebbe avuto luogo a Parigi nel mese di ottobre.

### Abbandono dello Shūkōkai
Il giorno dopo il campionato, il maestro Nanbu ruppe definitivamente con lo stile Shūkōkai, poiché si era accorto che, essendo uno stile essenzialmente competitivo, i suoi seguaci finivano per praticare solamente le tecniche più redditizie per la competizione, e, cioè lo tsuki (colpo di pugno diretto) e il mae-geri (calcio frontale), lasciando da parte le altre tecniche come lo yoko-geri (calcio laterale) e il mawashi-geri (calcio con traiettoria circolare) più difficili da applicare durante la gara.
Questo modo di combattere era divenuto così rigido e schematico che un esperto di Shūkōkai un giorno disse:"Questo metodo in sé eccellente purtroppo non ha saputo fare altro che fabbricare handicappati".
Cosciente dei limiti del Shūkōkai, il maestro Nanbu ripartì per il Giappone, e dopo lunghi mesi di riflessione e di meditazione trovò la soluzione dei suoi problemi, fondando la sua tecnica personale, che chiamò Sankukai.
Dopo anni di perfezionamento e pratica del Sankukai il maestro Nanbu non si riteneva ancora soddisfatto dello stile da lui creato e abbandonò il sankukai per fondare uno stile nuovo e non più codificato: il nanbudo (la via di Nanbu).